# Rittergut Eimbeckhausen
Das Rittergut Eimbeckhausen war ursprünglich eine spätmittelalterliche Wasserburg im Zentrum des Ortsteils Eimbeckhausen von Bad Münder im niedersächsischen Landkreis Hameln-Pyrmont. In der Neuzeit wurde sie zu einem Rittergut umgewandelt.
Das ursprüngliche Ortsadelsgeschlecht von Eimbeckhausen waren die Herren von Emminghusen als Vasallen des Bistums Minden, die ab 1241 in den Quellen erscheinen und 1401 im Mannesstamm ausstarben. Ihnen folgten die Herren von Haus. Diese saßen auf Haus Eimbeckhausen bis 1746, worauf das Schloss durch Heirat an den Freiherren Bremer ging. 1870 wurde das Gut an Lüder Rutenberg verkauft.
1883 erwarb die Familie von Gustav Stölting das Rittergut, Stölting zog sich jedoch erst nach seiner vorzeitigen Pensionierung 1907 auf das Gut zurück.

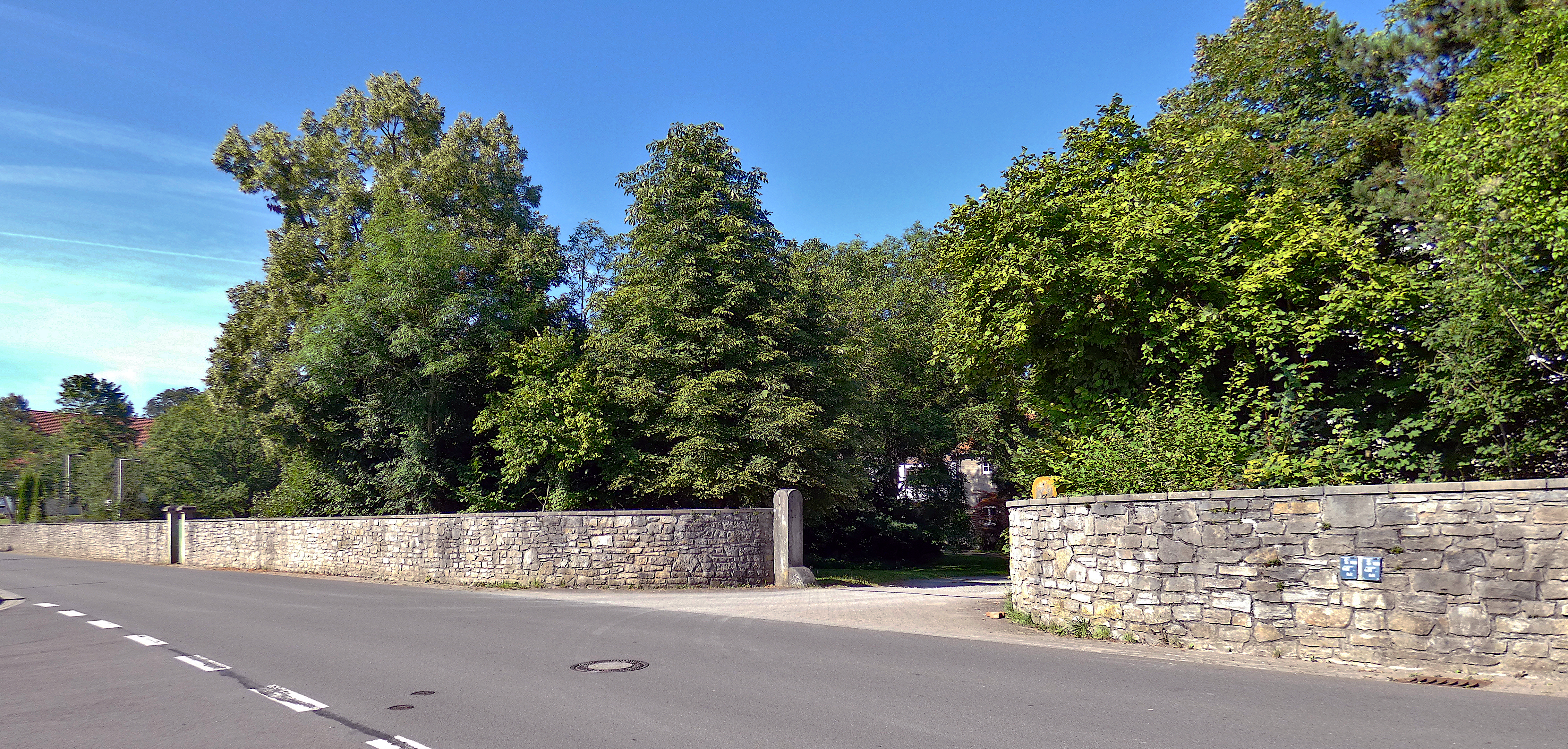
Die denkmalgeschützte Mauer zur Gutseinfahrt an der Nienstedter Straße
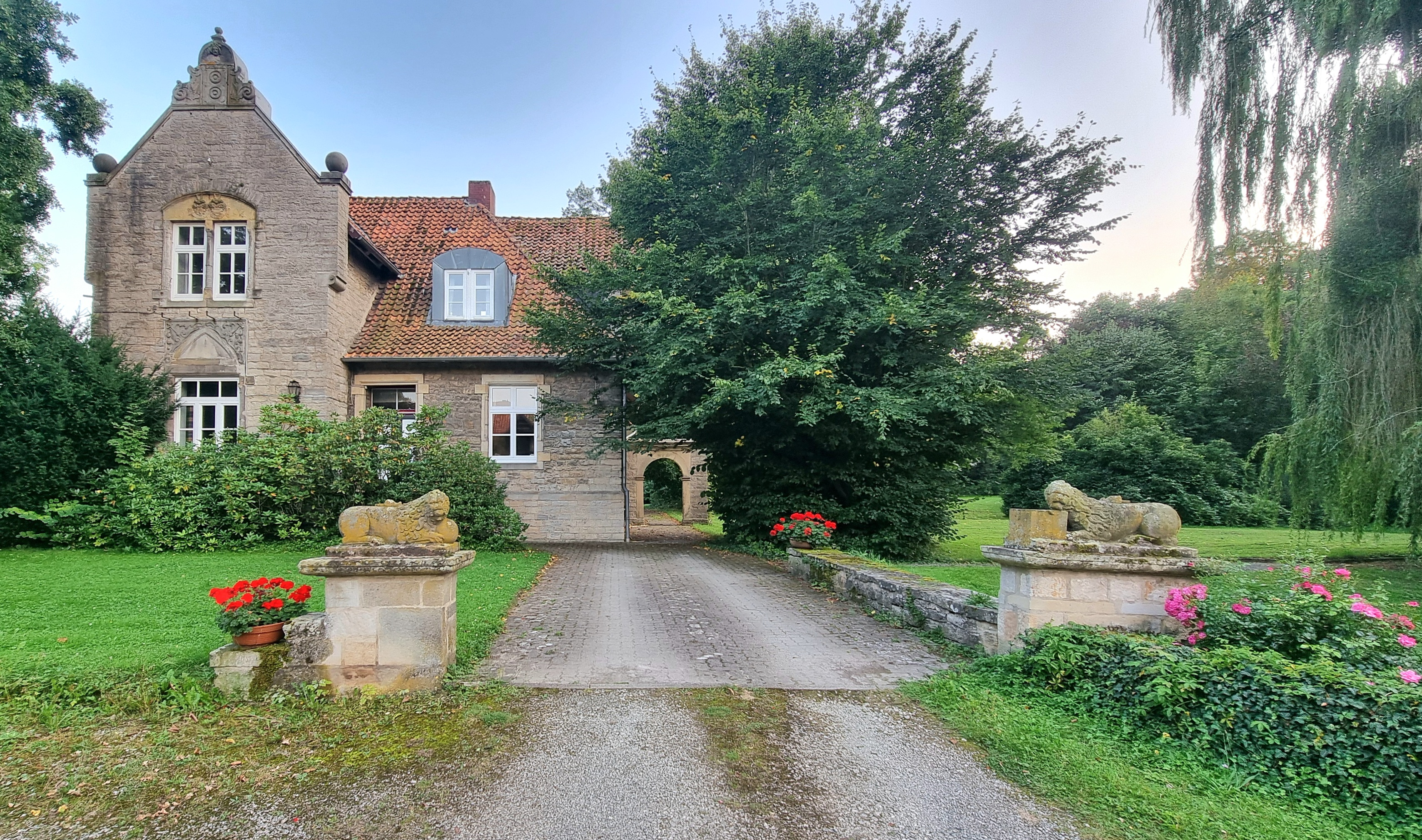
Blick auf das Herrenhaus hinter der ehemaligen Wasserbrücke
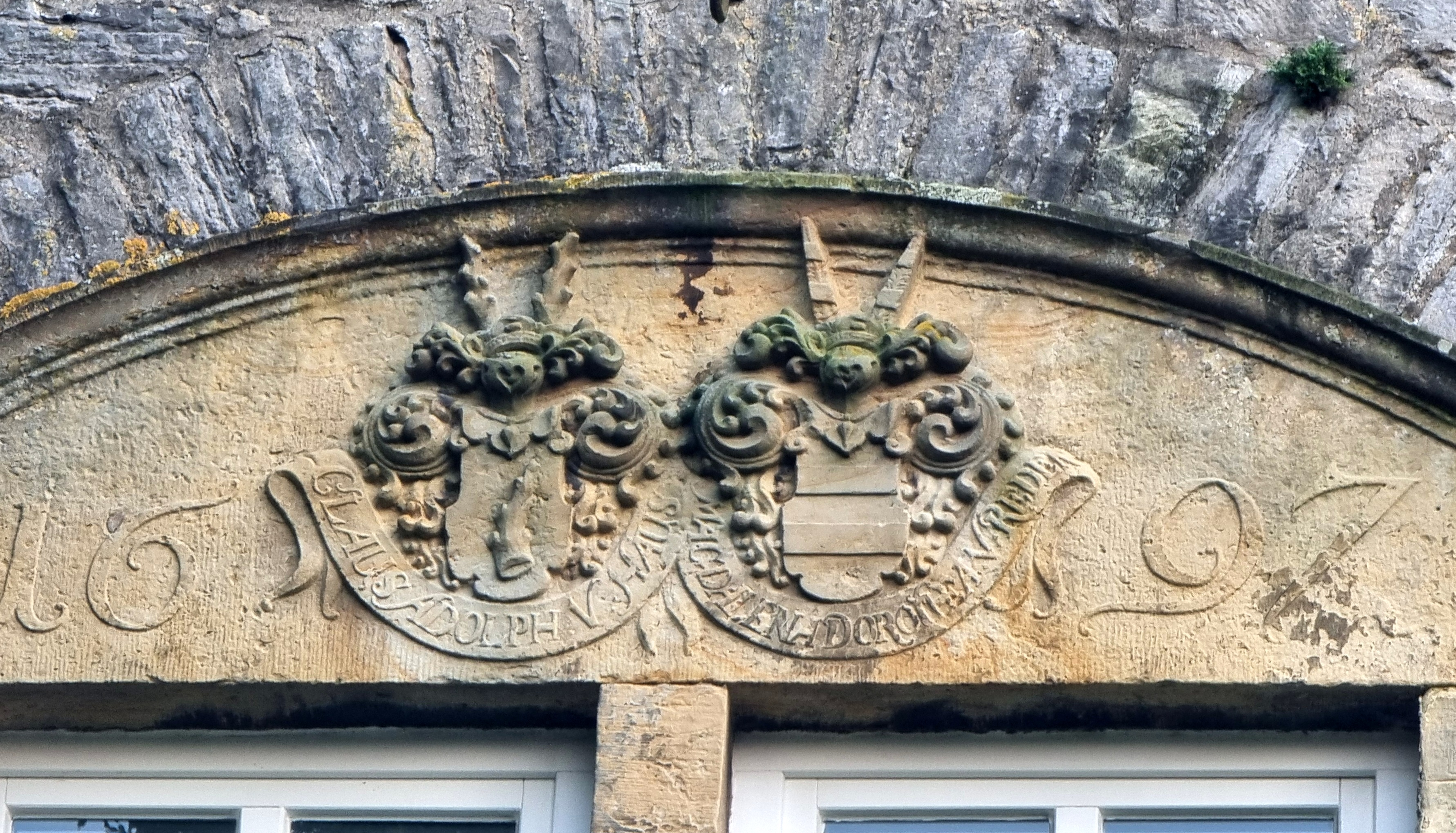
Jahreszahl 1697 und die Wappen von Claus Adolph von Haus und Magdalena Dorothe von Reden
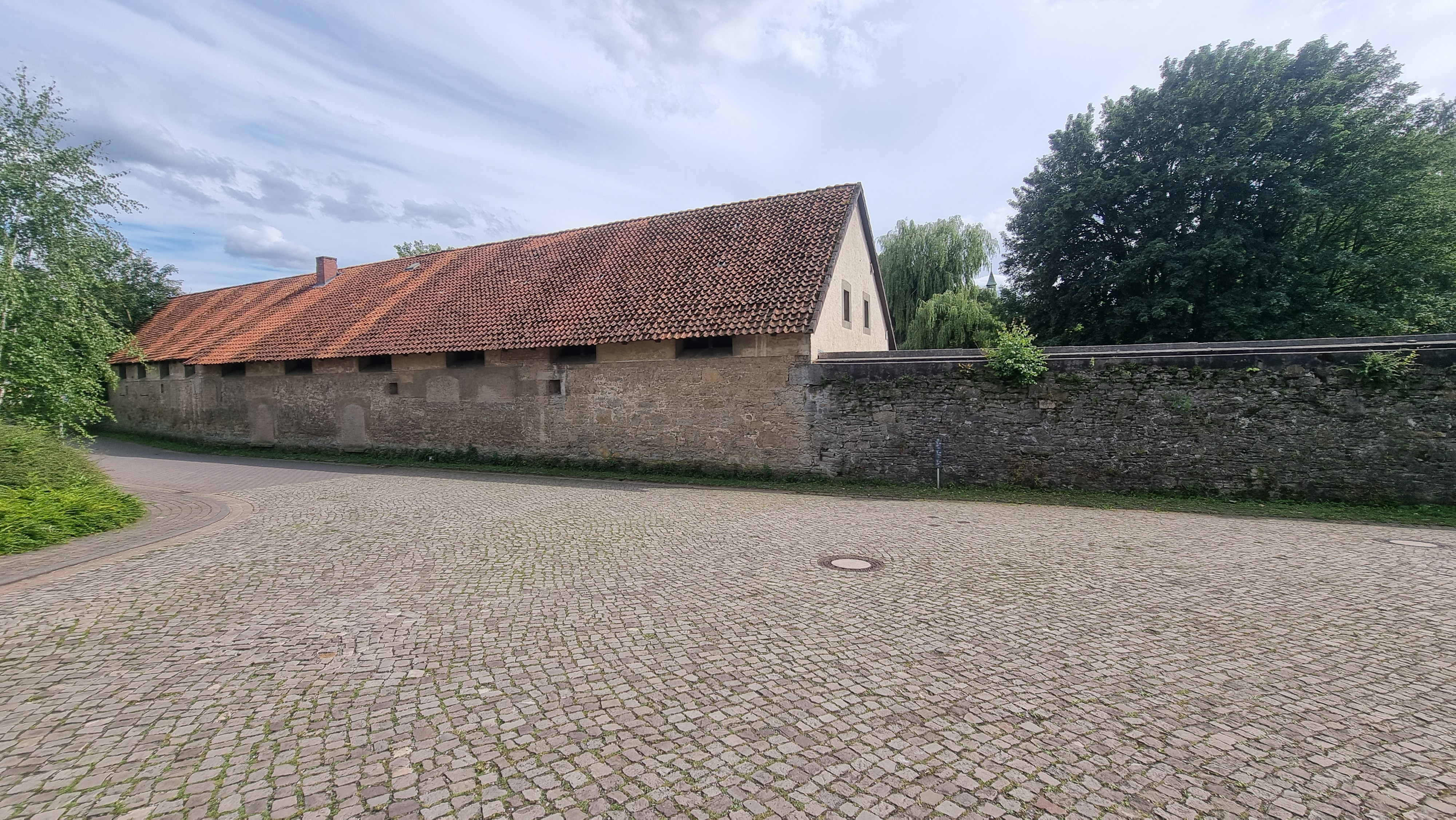
Wirtschaftsgebäude, gesehen von der Straße Hinterm Junkernhof

Der Zeitpunkt der Erbauung der Wasserburg ist unbekannt, sodass auch die Identität der Erbauer unklar ist. Kurz vor 1600 wurde sie wegen Baufälligkeit abgerissen. Zu Beginn des 17. Jahrhunderts wurde ein Herrenhaus errichtet, das später den Ostflügel einer Dreiflügelanlage im Stil der Weserrenaissance bildete. Diese war von einem Hausteich von 8–14 m Breite umgeben. Eine Brücke führte von Westen auf den Binnenhof, im Nordflügel befand sich aber ebenfalls eine Tordurchfahrt, zu der eine im 19. Jahrhundert schon größtenteils abgerissene Brücke führte. Der Hof war auf der freien Seite von einer Mauer abgeschlossen. 1874 wurde das Herrenhaus teilweise abgebrochen und durch ein Schloss ersetzt, wobei die Grundmauern beibehalten und zahlreiche Bauelemente wieder eingebaut wurden. 1973 wurde das Schloss wegen Baufälligkeit abgerissen. Heute sind noch die Westseite der Gräfte, Wirtschaftsgebäude und die Hofmauer erhalten.